# Arquieparquia de Lviv dos Ucranianos
A Arquieparquia de Lviv dos Ucranianos (em latim: Archieparchia Leopolitanus Ucrainorum) é uma circunscrição eclesiástica da Igreja Greco-Católica Ucraniana situada em Lviv, na Ucrânia. Seu atual arquieparca é Ihor Vozniak, C.SS.R. Sua Sé é a Catedral de São Jorge
Possui 307 paróquias servidas por 476 padres, abrangendo uma população de 1 064 811 habitantes, com 74,6% da dessa população jurisdicionada batizada (794 636 católicos).

## História
A eparquia foi estabelecida como a Eparquia Ortodoxa de Halyč, sufragânea do Metropolita de Kiev em algum momento durante meados do século XII, com sua sé originalmente localizada em Halyč. Em 1303 foi elevada ao status de metropolita e manteve esse status durante vários períodos do século XIV, até que depois de 1401 o título da província desocupada foi transferido para o Metropolita de Kiev. Após as Guerras Galícia-Volínia do século XIV, a diocese foi assegurada após a criação da Arquidiocese Católica Romana de Lviv.
A eparquia de Lviv foi erigida em 1539, como a residência ortodoxa contínua da eparquia de Halyč, mas não foi reconhecida pela União de Brest em 1596, estabelecendo a comunhão plena com a Igreja Católica apenas em 1700.
Em 22 de fevereiro de 1807, como resultado da bula In universalis Ecclesiae do Papa Pio VII, foi unida à sé de Halyč e elevada à categoria de arquieparquia metropolitana, tendo como sufragâneas as eparquias de Chełm e Przemyśl (hoje Arquieparquia de Przemyśl–Varsóvia). Com a mesma bula, o Papa concedeu o direito de nomear os arquieparcas ao imperador.
Em 26 de março de 1885 cedeu uma parte do seu território em vantagem da ereção da eparquia de Stanislaviv (atual Arquieparquia de Ivano-Frankivsk).
Em 9 e 10 de março de 1946, as autoridades soviéticas convocaram um falso sínodo ("Sínodo de Lviv") na Catedral de São Jorge, no qual 216 padres foram forçados a assinar a revogação da União de Brest. A atividade da Igreja Greco-Católica Ucraniana continuou clandestinamente, para escapar das deportações e torturas com que a Igreja foi perseguida.
Em 23 de dezembro de 1963, o arquiepiscopado maior da Igreja Greco-Católica Ucraniana foi criado e a arquidiocese tornou-se a sede do arcebispo maior.
Em 30 de março de 1991, o Arcebispo Maior de Lviv, Cardeal Myroslav Ivan Ljubačivs'kyj, voltou ao seu trono de metropolita em Lviv, e assim começou a restauração das estruturas da Igreja Greco-Católica Ucraniana no território da Ucrânia.
Em 20 de abril de 1993, cedeu partes de seu território à vantagem da ereção das eparquias de Sambir-Drohobyč, de Ternopil 'e de Zboriv (as duas últimas estão agora unidas na Arquieparquia de Ternopil-Zboriv).
Em 25 de novembro de 1995 cedeu outra parte de território em vatagem da ereção do exarcado apostólico de Kiev-Vyšhorod (atual Arquieparquia de Kiev).
Em 21 de julho de 2000, cedeu novamente porções de território em proveito da construção das eparquias de Sokal (atual Eparquia de Sokal-Zhovkva) e de Stryj.
A sede do arcebispado maior foi transferida para Kiev em 29 de agosto de 2005; ao mesmo tempo, a arquieparquia de Lviv tornou-se arcebispado não metropolitano, com ordinário próprio.
Em 21 de novembro de 2011 foi restaurado ao posto de arquieparquia metropolitana.

## Prelados
- Josyf Szumlański † (1700 - 1708)
- Vasil' Szeptyckyj † (1708 - 1715)
- Atanazy Szeptyckyj † (1715 - 1729)
- Leon Szeptyckyj † (1748 - 1778)
- Piotr Bielański † (1782 - 1796)
- Mykola Skorodyński † (1798 - 1805)
- Antoni Angelowicz † (1808 - 1814)
- Mykhajlo Levitsky † (1816 - 1858)
- Hryhorij Jachymowycz † (1860 - 1863 )
- Spyrydon Lytvynovyč † (1863 - 1869)
- Josyf Sembratovych † (1870 - 1882)
- Sylvester Sembratovych  † (1885 - 1898)
- Julian Kuiłowski † (1899 - 1900)
- Andrej Szeptycki, O.S.B.M. † (1900 - 1944)
- Josyp Slipyj † (1944 - 1984)
- Myroslav Ivan Ljubačivs'kyj † (1984 - 2000)
- Lubomyr Husar † (2001 - 2005)
- Ihor Vozniak, C.SS.R. (desde 2005)